# Груша, Виталий Владимирович
Вита́лий Влади́мирович Гру́ша (укр. Віталій Володимирович Груша; род. 20 февраля 1994, Вельбовно, Ровненская область) — украинский футболист, полузащитник клуба «Буковина».

## Биография
Воспитанник нескольких западноукраинских футбольных школ, в том числе УФК-Карпаты. Первый тренер — Владимир Мацюк.
В 2013 году перешел в клуб «Буревестник» (Кременец), выступавший в чемпионате Тернопольской области. В следующем году вернулся в родное село, где усилил местную команду, выступавшую в чемпионате Ровненской области. А в 2015 году стал игроком более именитого любительского клуба — ОДЕК. В составе ОДЕК дебютировал в любительском чемпионате Украины. Весной 2017 присоединился к «Агробизнесу», в составе которого стал победителем любительского чемпионата Украины.
В составе «Агробизнеса» дебютировал на профессиональном уровне 14 июля 2017 в выездном поединке Второй лиги против ивано-франковского «Прикарпатья» (5:2), в котором отметился хет-триком. За 5 сезонов провел за команду 129 матчей, в которых отличился 28 мячами.
В июле 2022 года подписал контракт с киевской «Оболонью», с которой получил право выступать в УПЛ.